# Jens Lundqvist

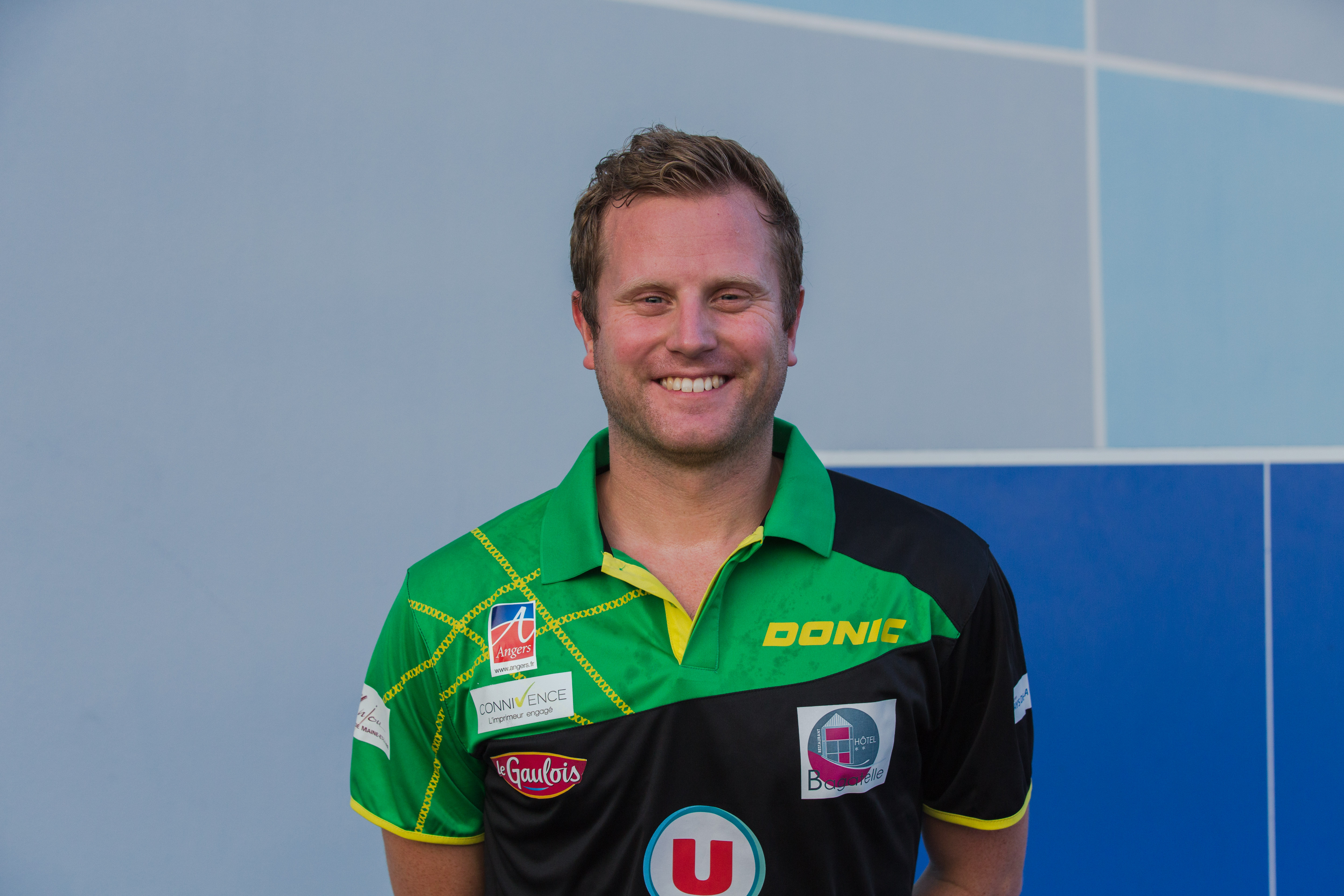
Jens Lundqvist

Jens Lundqvist, född 29 augusti 1979, är en svensk bordtennisspelare. Lundqvist är bosatt i Söderhamn. Han deltog i OS 2008 i Peking.
Lundqvist är uppvuxen i Valbo och hans moderklubb är Valbo AIF. Han har tagit SM-guld i singel 2005, 2008, 2009 och 2012 samt silver 2004, 2006 och 2013.

## Klubbar
- Valbo AIF (–1995)
- Söderhamns UIF (1995–2001)
- TTC Metabo Frickenhausen (2001–2006)
- TTF Ochsenhausen (2006–2007)
- Vaillante Sports Angers (2007–2009)
- SV Werder Bremen (2009–2012)
- Vaillante Sports Angers (2012–2013)

## Meriter

### Olympiska meriter

#### Olympiska sommarspelen 2008
| Idrottare      | Gren   | Grundomgång          | Omgång 1                   | Omgång 2             | Omgång 3             | Omgång 4             | Kvartsfinal          | Semifinal            | Final                | Placering |
| Idrottare      | Gren   | Motståndare Resultat | Motståndare Resultat       | Motståndare Resultat | Motståndare Resultat | Motståndare Resultat | Motståndare Resultat | Motståndare Resultat | Motståndare Resultat | Placering |
| -------------- | ------ | -------------------- | -------------------------- | -------------------- | -------------------- | -------------------- | -------------------- | -------------------- | -------------------- | --------- |
| Jens Lundqvist | Singel |                      | William Henzel (AUS) F 2–4 | Avancerade inte      | Avancerade inte      | Avancerade inte      | Avancerade inte      | Avancerade inte      | Avancerade inte      | =64       |